# Napoleon Hieronim Bonaparte
Napoleon Hieronim (Jérôme Napoléon) Bonaparte (ur. 5 listopada 1830 w Baltimore, zm. 3 września 1893 w Pride's Crossing w Massachusetts) – wnuk najmłodszego brata Napoleona, Hieronima, z jego pierwszego małżeństwa z Amerykanką Elizabeth Patterson z Baltimore.

## Nazwisko
Pierwotnie nosił nazwisko Bonaparte-Patterson, które amerykańska gałąź Bonapartych przybrała po wymuszonym przez Napoleona I rozwodzie Hieronima z Elizabeth Patterson. Nazwisko Bonaparte bez dodatku zostało tym krewnym przywrócone dopiero przez Napoleona III.

## Życiorys
Po studiach na akademii wojskowej w West Point Napoleon Hieronim wstąpił do armii USA i służył przez jakiś czas w Teksasie. Po objęciu władzy we Francji przez kuzyna, Napoleona III, przeniósł się do ojczyzny przodków dziadka i służył w wojsku francuskim: walczył w Algierii i w Italii i brał udział w wojnie krymskiej, w czasie której w wieku 24 lat (1854) awansował do stopnia pułkownika. Napoleon III chciał mu jednocześnie nadać tytuł hrabiowski, co wywołało oburzenie w Kongresie USA, tak że Napoleon Hieronim musiał jako obywatel amerykański odmówić przyjęcia zaszczytu.
Brał udział także w wojnie francusko-niemieckiej (1870-1871). Po upadku monarchii napoleońskiej wystąpił z armii francuskiej i powrócił do Stanów Zjednoczonych, gdzie 7 września 1871 poślubił Caroline Leroy Appleton Edgar. Miał z nią córkę Luizę Eugenię i syna Hieronima Napoleona Karola (1878-1945), na którym wygasła amerykańska gałąź Bonapartych w męskiej linii.
W niektórych genealogiach określa się Napoleona Hieronima jako Napoleona Hieronima Bonaparte II, gdyż te same imiona nosił jego ojciec (1805 – 1870), syn Hieronima Bonapartego.